# Pavel Antokolski
Pavel Grigorovici Antokolski (în rusă Павел Григорьевич Антокольский) (n. 1 iulie 1896, Sankt Petersburg – d. 9 octombrie 1978, Moscova) a fost un poet rus.

## Opera
- 1928: Robespierre și Gorgona ("Robespier i Gorgona");
- 1933: Comuna anului 71 ("Kommuna 71 goda");
- 1937: Koșcei ("Koșcei");
- 1943: Fiul ("Sîn");
- 1950: Ocean ("Okean");
- 1954: Într-o străduță de lângă Arbat ("V pereulke za Arbatom");
- 1964: Cele patru dimensiuni ("Cetvërtvoe izmerenie");
- 1969: Poveste din trecut ("Povest' vremennîh").